# Grote zaagpoot
De grote zaagpoot (Scolopostethus grandis) is een wants uit de onderfamilie Rhyparochrominae en uit de familie bodemwantsen (Lygaeidae).
De onderfamilie Rhyparochrominae wordt ook weleens als een zelfstandige familie Rhyparochromidae gezien in een superfamilie Lygaeoidea. Lygaeidae is conform de indeling van bijvoorbeeld het Nederlands Soortenregister.

## Uiterlijk
De grote zaagpoot is 3,7 tot 5 mm lang en is daarmee iets langer dan de andere soorten. De wantsen van het geslacht Scolopostethus hebben aan de onderzijde van de dijen van de voorpoten een groot aantal kleine doorns. Ze hebben ook allemaal een witte vlek aan de zijkant (in het midden) van het halsschild (pronotum). Het bovenste deel van het halsschild is zwart en de onderste helft is bruin. De kleur van de antennes is vaak verschillend tussen de soorten. Van de antennes van de grote zaagpoot is het eerste segment en het onderste deel van het tweede segment lichter bruin gekleurd, het bovenste deel van het tweede segment wordt donkerder en het derde en vierde segment zijn donkerbruin gekleurd. Ze zijn meestal kortvleugelig (brachypteer) (de vleugels zijn slechts weinig verkort) en zelden langvleugelig (macropteer).

## Verspreiding en habitat
De soort is wijdverspreid in Europa vanaf het zuiden van Scandinavië en Groot-Brittannië tot in het Middellandse Zeegebied. Naar het oosten is hij te vinden in Siberië, Klein-Azië en in de Kaukasus. Ze zijn vooral te vinden in loofbossen, bosranden en aan de voet van bomen.

## Leefwijze
De wantsen worden gevonden tussen het bladafval en mossen, maar de imago’s klimmen ook in de planten. Verder is er over deze soort niet zo veel bekend. De imago’s overwinteren en er is één generatie per jaar.